# De Richards
De Richards is een dialectrockband uit Oost-Nederland.

## Biografie
De Richards werd begin 2007 opgericht door gitarist Richard "Gorro" Jansen, die tot 2005 speelde in Jovink en de Voederbietels, en bassist Richard van der Zee, die de belangrijkste liedjesschrijver was voor Mannenkoor Karrespoor. Het duo vroeg Mark Maas als drummer en na één optreden, waarbij Jansen en Van der Zee zelf de zang voor hun rekening namen, werd de band uitgebreid met zanger Robert Busscher. Eind 2007 werd Maas vervangen door Hans "Mongo" Bouman, die voorheen met Jansen speelde in Jovink en de Voederbietels.
De band speelt stevige rockmuziek met Nedersaksische teksten.

## Bezetting
- Robert Busscher - zang
- Richard "Gorro" Jansen - gitaar
- Richard van der Zee - basgitaar
- Hans "Mongo" Bouman - drums

## Discografie
- Boxoet Boxan / Boerderie, single, 2008
- Hard Harder De RicHARDs, album, 2008
- Achterhoek An Zee / Tied Veur R&R, single 2009
- Zomerfeest, 2011 (Onder de naam Boeruh opgenomen met Mooi Wark, De Richards, WC Experience en Kiek Now Us.)